# Szungho
Szungho (hangul: 승호군, Szungho-kun, handzsa: 勝湖郡, RR: Sŭngho-kun, ’diadalmas tó’) megye Észak-Koreában, Észak-Hvanghe (Hwanghae) tartományban. 1952-ben hozták létre Dél-Phjongan (P'yŏngan) tartománybeli Kangdong megye egyes részeiből és emelték megyei rangra. 1959 és 2010 között Phenjan (P'yŏngyang) egyik kerülete volt. 2010-től Észak-Hvanghe (Hwanghae) tartomány része.

## Földrajza
Nyugatról, északról és keletről Phenjan (P'yŏngyang) (Kangdong megye, Teszong-kujok (Taesŏng-kuyŏk), Szadong-kujok (Sadong-kuyŏk), Szamszok-kujok (Samsŏk-kuyŏk)), délről Szangvon (Sangwŏn) határolja.
Legmagasabb pontja a 499 méter magas Cserjongszan (제령산; 祭靈山, Cheryŏngsan).

## Közigazgatása
2 tongból, 2 munkásnegyedből (rodongdzsagu (rodongjagu)) és 9 faluból (ri (ri)) áll:
| - Szungho-il-rodongdzsagu (승호일로동자구; 勝湖一勞動者區, Sŭngho-il-rodongjagu) - Szungho-i-rodongdzsagu (승호이로동자구; 勝湖二勞動者區, Sŭngho-i-rodongjagu) - Aphsze-tong (앞새동; 앞새洞, Ap'sae-tong) - Tokkol-tong (독골동; 독골洞, Tokkol-tong) - Namgang-ri (남강리; 南江里, Namgang-ri) - Ripszok-ri (립석리; 立石里, Ripsŏk-ri) | - Hvacshon-ri (화천리; 貨泉里, Hwach'ŏn-ri) - Kvangdzsong-ri (광정리; 廣貞里, Kwangjŏng-ri) - Kumok-ri (금옥리; 金玉里, Kŭmok-ri) - Ricshon-ri (리천리; 梨川里, Rich'ŏn-ri) - Mandal-ri (만달리; 晩達里, Mandal-ri) - Pongdo-ri (봉도리; 鳳島里, Pongdo-ri) - Szamcshong-ri (삼청리; 三靑里, Samch'ŏng-ri) |

## Gazdaság
Szungho (Sŭngho) gazdasága gyümölcstermesztésre épül.

## Oktatás
Szungho (Sŭngho) ismeretlen számú oktatási intézménynek ad otthont.

## Egészségügy
A megye ismeretlen számú egészségügyi intézménnyel rendelkezik.

## Közlekedés
A megye közutakon a szomszédos helységek felől közelíthető meg. A megye vasúti kapcsolattal rendelkezik, a Phjongdok (P'yŏngdŏk) vonal része.